# Levantamiento de la noche de San Jorge
El levantamiento de la noche de San Jorge (idioma estonio: Jüriöö ülestõus) en 1343–1345 fue un infructuoso intento de la población local en el Ducado de Estonia, el Arzobispado de Ösel-Wiek y los territorios insulares del Estado monástico de los Caballeros Teutónicos para aniquilar a los gobernantes y terratenientes daneses y alemanes, que habían conquistado el país en el siglo XIII durante la Cruzada livona y eliminar la religión cristiana ajena a las tradiciones indígenas. Tras cierto éxito inicial la revuelta finalizó con la invasión de la Orden teutónica. En 1346 el Ducado de Estonia se vendió por 19 000 marcos de Colonia (Köln), cesión del rey de Dinamarca a la Orden Teutónica. El traspaso de soberanía de Dinamarca al Estado monástico tuvo lugar el 1 de noviembre de 1346.

## Preliminares
Con la conquista de Ösel (Saaremaa) por la Orden Livónica en 1261, Estonia quedó completamente sometida a los cruzados venidos desde Alemania y Dinamarca. Los nuevos gobernantes aplicaron impuestos y obligaciones, aunque respetaron ciertos derechos individuales como el de llevar armas. La opresión se endureció cuando los nuevos señores iniciaron la construcción de haciendas por todo el país. El peso de los deberes hacia los señores laicos se redobló por la represión religiosa y las exigencias económicas impuestas por la Iglesia. Toda la zona era además políticamente inestable. Las provincias estonias de Harria (Harju) y Vironia (Viru) habían sido conquistadas por Dinamarca, pero hacia el siglo XIV el poder de esta se había debilitado. La región se dividió entre los partidarios prodaneses encabezados por el obispo Olaf de Reval y los progermanos acaudillados por el capitán Marquard Breide. El 80 % de los vasallos daneses del Ducado de Estonia eran alemanes de Westfalia, el 18 % daneses y el 2 % estonios.

## Comienza el levantamiento

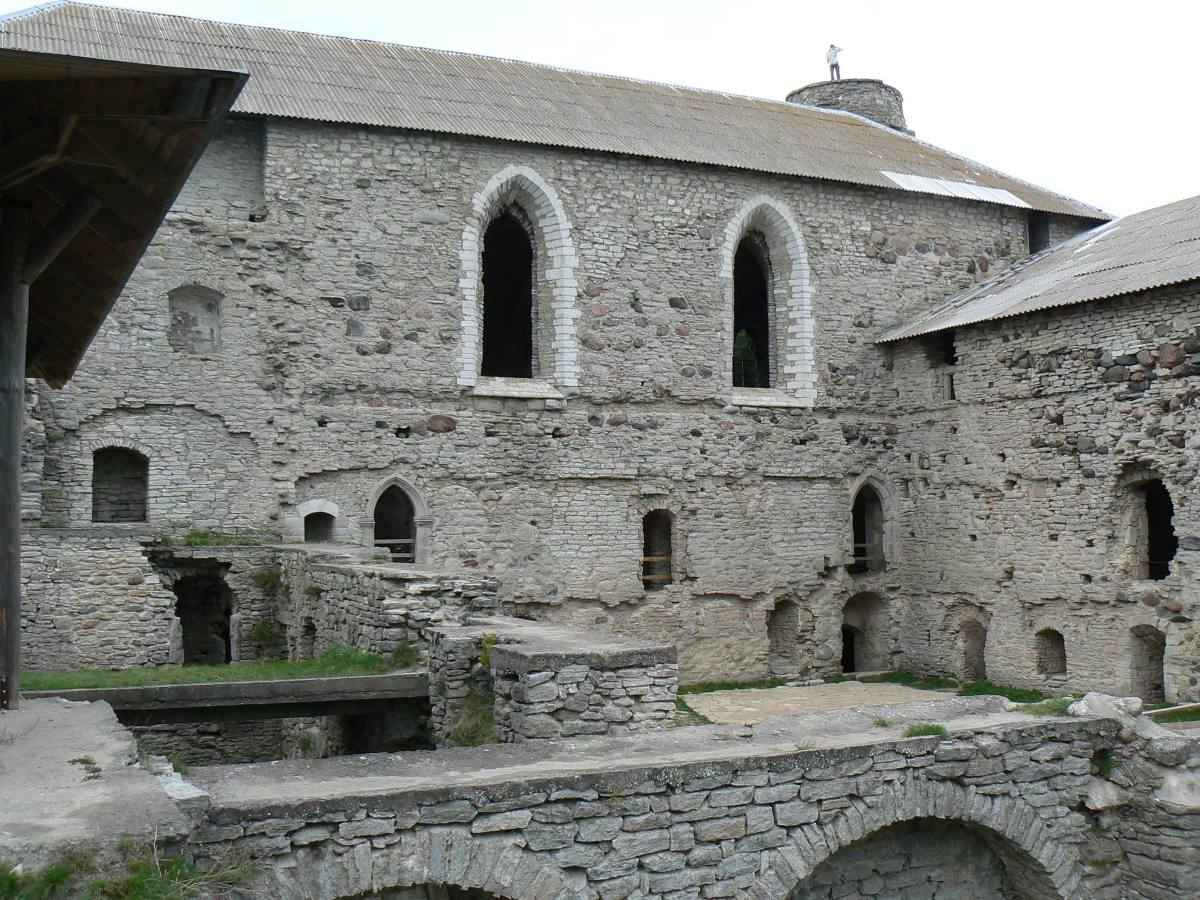
Abadía de Padise.

La noche del 23 de abril (víspera de San Jorge) de 1343, se envió una señal en forma de incendio a una casa de una colina para un ataque coordinado contra los extranjeros en Harria. El plan era "matar a todos los alemanes, junto con sus esposas e hijos. Y así sucedió, ya que empezaron a matar a las vírgenes, mujeres, sirvientes, doncellas, nobles y plebeyos, jóvenes y viejos; todos los que tenían sangre alemana, debían morir". Según la crónica rimada de Livonia, tras renunciar al Cristianismo, las fuerzas rebeldes atravesaron toda la provincia de Harria, quemaron todas las casas solariegas de la nobleza y mataron a todos los alemanes que cayeron en sus manos. Entre otros, se quemó la cisterciense Abadía de Padise y masacraron a los 28 monjes que no habían escapado. La crónica añade que a las mujeres alemanas o los niños que se salvaron por los hombres fueron asesinados por las mujeres que luego se dedicaron a quemar todas las iglesias y las chozas de los monjes.
Tras el éxito inicial, los estonios eligieron a cuatro reyes entre ellos. Los reyes, junto con el ejército rebelde, procedieron a retar el poder danés de Reval (Tallinn) y puso cerco a la ciudad con 10 000 hombres. En la primera batalla en Tallin los estonios salieron victoriosos sobre los caballeros. Sin embargo, los líderes de la rebelión estaban preocupados de que una vez que los alemanes y los daneses se recuperasen de la conmoción inicial, el gobierno de Estonia no fuese capaz de resistir la embestida combinada de sus enemigos. Por lo tanto, envió una delegación al bailío sueco de Åbo y Viborg y hacerles saber que los alemanes en Harria habían sido asesinados. También les dijeron que el ejército de Estonia había puesto sitio a Reval, pero estaban dispuestos a entregar la ciudad danesa en manos del rey de Suecia, si los suecos enviaban ayuda. Los alguaciles suecos se comprometieron a levantar un ejército y dirigirse a Estonia.

## La rebelión se expande
Unos días después, los estonios de la provincia de Rotalia (Lääne) renunciaban al Cristianismo y mataron a todos los alemanes que pudieron encontrar. Una vez que el territorio estaba en manos estonias, el ejército rebelde sitió la ciudad de Hapsal (Haapsalu), capital del Arzobispado de Ösel-Wiek. Según la versión de Renner de la joven crónica rimada de Livonia, 1800 alemanes fueron aniquilados en Läänemaa. Según las versiones de Hermann von Wartberge y Balthasar Russow, el número oscila de 1800 a 2000 y se refieren a la masacre combinada en Harria y Vironia.

## Muerte de los cuatro reyes

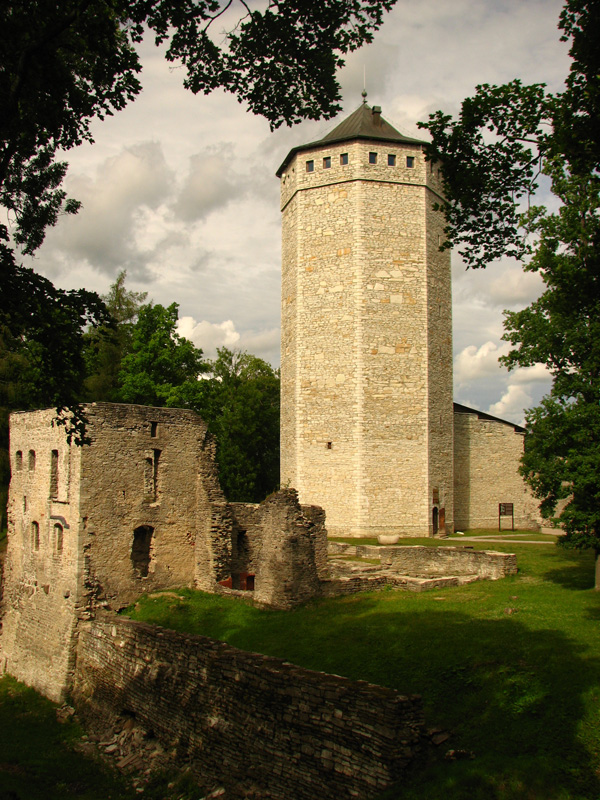
Ruinas del Castillo de Paide

Poco después de la masacre, los aterrorizados supervivientes comenzaron a llegar al castillo de Weissenstein (Paide). El vogt del castillo envió inmediatamente una carta al maestre de la Orden Livona advirtiéndole de la situación. Burchard von Dreileben, el gran maestre livonio, envió a un hermano a los quien conocía su idioma y a quien conocían bien (posiblemente un miembro estonio de la orden) y llevó consigo el mensaje de enviar una delegación a Weissenstein para explicar las razones de su renuncia al cristianismo y matar a los alemanes; también prometió enmendar los errores pasados y establecer buenas relaciones con los estonios.
Los estonios enviaron a sus cuatro reyes a Weissenstein acompañados por tres caballeros. Los estonios también dejaron pasar al obispo de Reval por su territorio para que pudiera atender las negociaciones. Entre los muchos altos mandatarios de la Orden Livona que fueron a Paide estaba Burchard von Dreileben, los komturs de Fellin (Viljandi) y Riga, el vogt de Jervia (Järva), y muchos otros. El gran número de caballeros presentes en la negociación solo indicaba que el verdadero propósito de la reunión era neutralizar a los reyes y atacar a las descabezadas fuerzas rebeldes. Incluso tras la declarada, los caballeros de la orden atacaron un campamento de 500 estonios en Ravila.
El 4 de mayo, ambas partes se sientan a parlamentar. El maestre de la Orden Livona se proclama portavoz de los alemanes. Los reyes estonios se ofrecen como vasallos de la Orden Livona, a cambio de no tener señores sobre ellos. El maestre exigió saber la razón de la matanza de tanta gente, incluidos los 28 monjes de Padise. La respuesta fue que cualquier alemán merecía morir aunque tuviesen solo dos pies de alto. Burchard von Dreileben, consideró la respuesta como indignante, pero sostuvo que los cuatro reyes y su séquito iban a quedar impunes y que podrían mantener su libertad, sin embargo, hasta que el maestre no regresara de la campaña contra el ejército de Estonia a los reyes no se les permitiría salir del castillo de Weissenstein. Los cuatro reyes, a quienes se les había concedido un salvoconducto bajo el código de honor medieval, se indignaron. Exigieron ser liberados para cumplir con su destino y para con su ejército, pero fue en vano.
Cuando la delegación de Estonia era escoltada a sus cuarteles fueron atacados repentinamente por sus anfitriones alemanes en el patio del castillo. En la lucha, los cuatro reyes y sus escuderos fueron mutilados a la muerte. La crónica culpa del incidente a los propios enviados, diciendo que uno de ellos trató de matar al vogt de Järva que había sido asignado para atender las necesidades de los enviados de Estonia. Muchos historiadores descartan esta explicación y consideran que las negociaciones eran más un ardid para matar a los líderes de la insurgencia, y que la versión oficial del incidente fue un intento bastante torpe para justificar el asesinato de los enviados diplomáticos en manos de los caballeros teutónicos.

## Fin de la rebelión en Estonia continental

### Batalla de Kanavere
Un gran ejército liderado por el maestre de la orden se dirigió de inmediato a Reval, buscando colaboración de unidades más pequeñas de Estonia durante el camino. Una fuerza más grande de estonios se dirigieron para bloquear el avance de los caballeros, fue interceptado por la caballería alemana. En la batalla de Kanavere el 11 de mayo de 1343, los estonios hicieron una retirada táctica hacia la ciénaga de Kanavere. Dado que los caballeros no fueron capaces de emplear su caballería pesada en el pantano, desmontaron y siguieron luchando a pie. El pantano no era muy grande y las fuerzas numéricamente superiores de la orden fueron capaces de dominar la situación. La batalla terminó con una victoria alemana, las pérdidas de Estonia en la batalla ascendió a 1600 hombres.

### Batalla de Warhill
Después de la batalla de Kanavere, Burchard von Dreileben, el maestre de la orden, quiso evitar la participación de la fuerza principal del ejército estonio, estratégicamente acamparon junto a un gran pantano, en otra batalla en la que la caballería pesada de la orden perdería su superioridad táctica. Por lo tanto, decidió utilizar el engaño y envió a los vogts de Wenden (Cēsis) y Treyden (Turaida) bajo el pretexto de negociar la paz con los estonios, al parecer, de aceptar la idea de vasallaje sin los señores. Los estonios aceptaron la oferta y los enviados regresaron al ejército alemán. Von Dreileben, mientras tanto, preparó a dos estandartes de caballería situados entre el pantano y el campamento militar de Estonia. Una vez que los enviados entregaron la aceptación de los términos de la orden, el maestre y los caballeros coincidieron que los alemanes asesinados deberían ser vengados y los estonios no merecían misericordia. El 14 de mayo de 1343, los alemanes atacaron y los estonios comenzaron su retirada hacia el pantano. Debido a las tropas avanzadas de la caballería alemana, no fueron capaces de completar la maniobra; en la batalla que siguió 3000 estonios cayeron. Según la crónica, algunos estonios que habían fingido estar muertos, en su desesperación trataron de matar a los alemanes, incluso después del final de la batalla. La localización de la batalla se conoce como Sõjamäe (o Warhill), es ahora un subdistrito de Lasnamäe, en Tallin.

### Consecuencias tras la batalla de Warhill
El maestro de la orden y los magistrados de Tallin supieron de un desertor alemán capturado que a los estonios se les había prometido ayuda militar de Suecia, potencia que había conquistado recientemente varios territorios daneses en Escandinavia. Se esperaba que las fuerzas suecas llegasen a Estonia en cinco días. Los súbditos del rey danés en Tallin, muy debilitados después de la carnicería en Harju y Viru, y temerosos de las intenciones de Suecia, sometieron los dominios de Tallin en Estonia y otros dominios daneses bajo el amparo de la orden. Después del compromiso de una compensación prometida del Maestro de la Orden acordó proporcionar guarniciones militares alemanas a Reval y Wesenberg (Rakvere).
El bailío de Viborg llegó con un gran ejército el 18 de mayo y el correspondiente Åbo un día después. Tras descubrir que la fortaleza danesa estaba en poder de la orden y el ejército de Estonia completamente derrotado, los suecos se conformaron con el saqueo en todo Reval antes de partir de regreso a Finlandia.
Los estonios también intentaron encontrar aliados en Rusia. Dos enviados de Harria fueron a Pskov para informar a los rusos de la matanza de alemanes en Harria y Vironia y la inminente derrota de la orden. Los enviados sugirieron que los rusos podrían saquear los dominios alemanes al sur de Estonia. El 26 de mayo de 1343, el Arzobispado de Dorpat (Tartu) sufrió el ataque de 5000 pskovianos. Sin embargo, para entonces la rebelión en Estonia ya había sido aplastada en gran parte por la orden que fue capaz de reunificar las tropas y con algo de esfuerzo derrotar a los medoreadores rusos, matando a unos 1000 de ellos.
Mientras tanto, el maestre había llevado la fuerza principal de la Orden de Rotalia con el fin de romper el cerco de Hapsal. Los estonios se retiraron de la ciudad sin luchar, una vez más refugiándose en los pantanos. Pronto la Orden de Livonia recibió más tropas de la Orden Teutónica desde Prusia. En el comienzo del invierno, el maestro de la orden de Livonia regresó con estos refuerzos a Harria y sofocó la resistencia restante. Los últimos reductos de Harria en caer fueron Varbola y Loone (Lohu). A raíz de la sangrienta represión por la rebelión, Harria se describió como una "tierra seca y desolada".
El cronista Bartholomäus Hoeneke también cuenta la historia de los estonios conspirando para hacerse con el interior del castillo de Fellin por guerreros armados escondidos en bolsas de grano. El plan fracasó cuando una madre avisó el comandante de la orden, a cambio de la vida de su hijo. Esta cuenta posiblemente apócrifa ha inspirado a varios escritores.
Tras la cesión de Reval y Wesenberg a la orden Livona en 1343, por la manifiesta debilidad danesa también cedió Narva en 1345. Como consecuencia el rey Valdemar IV de Dinamarca vendió en 1346 el Ducado de Estonia a los caballeros teutónicos por 19 000 marcos de plata (cuatro toneladas de plata) y otros 6000 marcos se pagaron por el Margraviato de Brandeburgo. Otra consecuencia del levantamiento fue la desaparición del exiguo remanente de la nobleza precristiana en el norte de Estonia.

## Rebellion en Ösel
El 24 de julio de 1344, un día antes del Día de San Jacobo, los osilianos de Saaremaa y Muhumaa renunciaron al Cristianismo, mataron a todos los alemanes y ahogaron a los sacerdotes en el mar. El mismo día las fuerzas hostiles rodearon la fortaleza de la Orden de Livonia en Poide. El castillo se rindió después de un asedio de ocho días. El vogt del castillo junto con su guarnición de caballeros de Livonia, así como a todos los otros alemanes en el castillo, se les prometió el paso libre. En cualquier caso, todos los defensores del castillo fueron asesinados tras atravesar las puertas.
Saaremaa y Muhumaa quedó en manos de Estonia hasta el invierno. Tan pronto como el mar entre las islas y el continente se congeló, el maestro de la orden, con nuevos refuerzos de Prusia y cruzó el mar e invadió Saaremaa. El ejército alemán saqueó y quemó todos los pueblos que encontraron y finalmente sitiaron la fortaleza de Purtsa, una de las mayores fortificaciones de Estonia en la isla. En el invierno de 1344, un día antes de Martes de Carnaval, los caballeros penetraron en la fortaleza después de derribar una de las almenas. Según la Chronica nova Prutenica, 2000 personas murieron en la fortaleza. Los alemanes perdieron 500 almas. El osiliano Vesse fue capturado, torturado y luego ejecutado. Sin embargo, Saaremaa se mantuvo libre y radicalmente anticristiana, el ejército alemán se vio obligado a cruzar de nuevo al continente antes de que la capa de hielo se derritiese en la primavera y luego los caminos fueron impenetrables para los refuerzos procedentes de Prusia.
En el invierno de 1345 el ejército cristiano regresó a Saaremaa, donde arrasó con los distritos del norte por el saqueo y quema de ocho días. Con el tiempo los osilianos solicitaron la paz. Ambas partes llegaron a un acuerdo y la Orden de Livonia dejó Saaremaa de mala gana a cambio de rehenes y el derribo de la fortaleza de Maasilinn. La rebelión en Ösel había durado dos años y con la rendición el levantamiento de la noche de San Jorge llegó a su fin.

## Cultura popular
El levantamiento ha inspirado a varios novelistas estonios, como Eduard Bornhöhe y su obra Tasuja (El vengador) y la Unión Soviética intentó utilizar el aniversario del levantamiento en 1943 contra los alemanes.
El levantamiento es un tema popular de debate entre los historiadores y escritores de Estonia. Algunos, como el Edgar V. Saks y el escritor Uku Masing han argumentado sobre una base documental de la época que, contrariamente a lo afirmado en las crónicas, el levantamiento no fue una lucha contra el cristianismo, sino sólo contra la Orden Livona y los delitos atribuidos a los insurgentes fueron cometidos en realidad por los cruzados. Algunos lo ven como una continuación de la lucha entre la Orden y la Santa Sede. Otros rechazan el argumento como parcial y sin base histórica.